# Serrat de l'Hostal de les Forques
El Serrat de l'Hostal de les Forques és una serra situada als municipis de Castellar de la Ribera i d'Olius (Solsonès), amb una elevació màxima de 907,0 metres.